# Taeyang/Diskografie
Diese Diskografie ist eine Übersicht über die musikalischen Werke des südkoreanischen Sängers Taeyang.

## Alben

### Studioalben
Bisher erschienen drei Studioalben des Künstlers, von denen sich alle in den Charts platzieren konnten. Seine ersten beiden Studioalbum konnten sich die Spitze der Charts sichern, während sein drittes nur Platz drei erreichte. Die weltweiten Gesamtverkäufe seiner Studioalben belaufen sich auf über 360.000.

| Jahr | Titel       | Höchstplatzierung, Gesamtwochen, AuszeichnungChartplatzierungen (Jahr, Titel, Platzierungen, Wochen, Auszeichnungen, Anmerkungen) | Höchstplatzierung, Gesamtwochen, AuszeichnungChartplatzierungen (Jahr, Titel, Platzierungen, Wochen, Auszeichnungen, Anmerkungen) | Höchstplatzierung, Gesamtwochen, AuszeichnungChartplatzierungen (Jahr, Titel, Platzierungen, Wochen, Auszeichnungen, Anmerkungen) | Anmerkungen                                               |
| Jahr | Titel       | KR | JP | US | Anmerkungen                                               |
| ---- | ----------- | --- | --- | --- | --------------------------------------------------------- |
| 2010 | Solar       | KR1 (33 Wo.)KR | — | — | Erstveröffentlichung: 1. Juli 2010                        |
| 2014 | Rise        | KR1 (36 Wo.)KR | JP2 (13 Wo.)JP | US122 (1 Wo.)US | Erstveröffentlichung: 13. Juni 2014 Verkäufe: + 135.417   |
| 2017 | White Night | KR3 (2 Wo.)KR | JP8 (4 Wo.)JP | — | Erstveröffentlichung: 16. August 2017 Verkäufe: + 230.118 |

### EPs
| Jahr | Titel         | Höchstplatzierung, Gesamtwochen, AuszeichnungChartsChartplatzierungen (Jahr, Titel, Platzierungen, Wochen, Auszeichnungen, Anmerkungen) | Anmerkungen                                                              |
| Jahr | Titel         | KR | Anmerkungen                                                              |
| ---- | ------------- | --- | ------------------------------------------------------------------------ |
| 2008 | Hot           | KR1 (37 Wo.)KR | Erstveröffentlichung: 22. Mai 2008 Verkäufe: + 43.989                    |
| 2014 | Good Boy      | KR1 (13 Wo.)KR | Erstveröffentlichung: 21. November 2014 mit G-Dragon; Verkäufe: + 19.985 |
| 2023 | Down to Earth | KR10 (2 Wo.)KR | Erstveröffentlichung: 25. April 2023 Verkäufe: + 77.063                  |

## Singles

### Als Leadmusiker
| Jahr | Titel Album                        | Höchstplatzierung, Gesamtwochen, AuszeichnungChartplatzierungen (Jahr, Titel, Album, Platzierungen, Wochen, Auszeichnungen, Anmerkungen) | Höchstplatzierung, Gesamtwochen, AuszeichnungChartplatzierungen (Jahr, Titel, Album, Platzierungen, Wochen, Auszeichnungen, Anmerkungen) | Höchstplatzierung, Gesamtwochen, AuszeichnungChartplatzierungen (Jahr, Titel, Album, Platzierungen, Wochen, Auszeichnungen, Anmerkungen) | Anmerkungen                                                                             |
| Jahr | Titel Album                        | KR | UK | US | Anmerkungen                                                                             |
| --- | ---------------------------------- | --- | --- | --- | --------------------------------------------------------------------------------------- |
| 2008 | Only Look at Me (나만 바라봐) Hot  | — | — | — | Erstveröffentlichung: 2008                                                              |
| 2008 | Prayer (기도) Hot                  | — | — | — | Erstveröffentlichung: 2008 feat. Teddy                                                  |
| 2009 | Where U At Solar                   | — | — | — | Erstveröffentlichung: 2009                                                              |
| 2009 | Wedding Dress Solar                | — | — | — | Erstveröffentlichung: 13. November 2009                                                 |
| 2010 | I Need a Girl Solar                | KR4 (13 Wo.)KR | — | — | Erstveröffentlichung: 9. Juli 2010 feat. G-Dragon; Verkäufe: + 1.876.167                |
| 2010 | I’ll Be There Solar International  | KR16 (9 Wo.)KR | — | — | Erstveröffentlichung: 19. August 2010                                                   |
| 2013 | Ringa Linga Rise                   | KR6 (11 Wo.)KR | — | — | Erstveröffentlichung: 9. November 2013 Verkäufe: + 704.187                              |
| 2014 | Eyes, Nose, Lips (눈, 코, 입) Rise | KR1 (41 Wo.)KR | — | — | Erstveröffentlichung: 2. Mai 2014 Verkäufe: + 2.321.349                                 |
| 2014 | 1AM (새벽한시) Rise                | KR11 (7 Wo.)KR | — | — | Erstveröffentlichung: 9. Mai 2014 Verkäufe: + 372.923                                   |
| 2014 | Good Boy                           | KR5 (30 Wo.)KR | — | — | Erstveröffentlichung: 20. November 2014 mit G-Dragon; Verkäufe: + 1.260.683             |
| 2017 | Darling White Night                | KR9 (6 Wo.)KR | — | — | Erstveröffentlichung: 16. August 2017 Verkäufe: + 242.304                               |
| 2017 | Wake Me Up White Night             | KR20 (4 Wo.)KR | — | — | Erstveröffentlichung: 16. August 2017 Verkäufe: + 129.032                               |
| 2017 | So Good –                          | — | — | — | Erstveröffentlichung: 14. Mai 2017; Promo-Single Zusammenarbeit mit der Automarke Lexus |
| 2018 | Louder –                           | — | — | — | Erstveröffentlichung: 2018; Promo-Single Single für die Olympischen Winterspiele 2018   |
| 2023 | Vibe Down to Earth                 | KR5 (22 Wo.)KR | UK96 (1 Wo.)UK | US76 (1 Wo.)US | Erstveröffentlichung: 13. Januar 2023 Verkäufe: + 80.000; feat. Jimin                   |
| 2023 | Seed (나의 마음에) Down to Earth   | KR75 (5 Wo.)KR | — | — | Erstveröffentlichung: 21. April 2023                                                    |
| Folgende Lieder erschienen nicht als Single, wurden aber durch das Album zum Download und Streaming bereitgestellt und konnten somit eine Platzierung erlangen: |                                    | | | |                                                                                         |
| |                                    | | | |                                                                                         |
| 2010 | Just a Feeling Solar               | KR50 (3 Wo.)KR | — | — |                                                                                         |
| 2010 | You’re My Solar                    | KR52 (3 Wo.)KR | — | — |                                                                                         |
| 2010 | Superstar Solar                    | KR58 (3 Wo.)KR | — | — |                                                                                         |
| 2010 | After You Fall Asleep Solar        | KR68 (2 Wo.)KR | — | — |                                                                                         |
| 2010 | Move Solar                         | KR80 (1 Wo.)KR | — | — |                                                                                         |
| 2010 | Break Down Solar                   | KR86 (1 Wo.)KR | — | — |                                                                                         |
| 2010 | Take it Slow Solar                 | KR91 (1 Wo.)KR | — | — |                                                                                         |
| 2014 | Stay With Me Rise                  | KR7 (4 Wo.)KR | — | — | Verkäufe: + 389.779                                                                     |
| 2014 | This Aint İt Rise                  | KR19 (2 Wo.)KR | — | — | Verkäufe: + 178.448                                                                     |
| 2014 | Body Rise                          | KR20 (2 Wo.)KR | — | — | Verkäufe: + 177.810                                                                     |
| 2014 | Let Go Rise                        | KR21 (1 Wo.)KR | — | — | Verkäufe: + 165.547                                                                     |
| 2014 | Love You To Death Rise             | KR22 (1 Wo.)KR | — | — | Verkäufe: + 141.097                                                                     |
| 2014 | Intro Rise                         | KR49 (1 Wo.)KR | — | — | Verkäufe: + 54.727                                                                      |
| 2017 | Tonight White Night                | KR45 (1 Wo.)KR | — | — | feat. Zico; Verkäufe: + 37.840                                                          |
| 2017 | Empty Road White Night             | KR65 (1 Wo.)KR | — | — | Verkäufe: + 33.125                                                                      |
| 2017 | White Night (白夜) White Night     | KR67 (1 Wo.)KR | — | — | Verkäufe: + 31.235                                                                      |
| 2017 | Ride White Night                   | KR80 (1 Wo.)KR | — | — | Verkäufe: + 27.368                                                                      |
| 2017 | Naked White Night                  | KR86 (1 Wo.)KR | — | — | Verkäufe: + 26.830                                                                      |
| 2017 | Amazin White Night                 | KR87 (1 Wo.)KR | — | — | Verkäufe: + 26.466                                                                      |
| 2023 | Shoong! (슝!) Down to Earth        | KR119 (5 Wo.)KR | — | — | feat. Lisa von Blackpink                                                                |

grau schraffiert: keine Chartdaten aus diesem Jahr verfügbar

### Als Gastmusiker
| Jahr | Titel Album                                   | Höchstplatzierung, Gesamtwochen, AuszeichnungChartplatzierungen (Jahr, Titel, Album, Platzierungen, Wochen, Auszeichnungen, Anmerkungen) | Höchstplatzierung, Gesamtwochen, AuszeichnungChartplatzierungen (Jahr, Titel, Album, Platzierungen, Wochen, Auszeichnungen, Anmerkungen) | Anmerkungen                                              |
| Jahr | Titel Album                                   | KR | JP | Anmerkungen                                              |
| ---- | --------------------------------------------- | --- | --- | -------------------------------------------------------- |
| 2002 | Everybody Get Down Song Will Tell             | — | — | SWI.T feat. Taeyang                                      |
| 2003 | Player It’s Real                              | — | — | Wheesung feat. Taeyang                                   |
| 2006 | Run 24/7                                      | — | — | Se7en feat. Taeyang                                      |
| 2006 | Give Me Permission Se7olution                 | — | — | Se7en feat. Taeyang                                      |
| 2007 | Get Up Rush                                   | — | — | Lexy feat. Taeyang                                       |
| 2007 | Rush                                          | — | — | Lexy feat. Taeyang                                       |
| 2007 | Super Fly Rush                                | — | — | Lexy feat. Taeyang, G-Dragon und T.O.P                   |
| 2008 | Real Talk Made in ROK                         | — | — | YMGA feat. Taeyang                                       |
| 2009 | Friend Friend, Our Legend OST                 | — | — | T.O.P und Taeyang                                        |
| 2010 | Fall in Love Love! 2 – Thelma Best Collection | KR62 (2 Wo.)KR | JP29 (4 Wo.)JP | Thelma Aoyama feat. Taeyang                              |
| 2011 | By Instinct Remix –                           | — | — | Swings feat. Taeyang und Yoon Jong-shin                  |
| 2011 | Tomorrow Fever’s End Part 2                   | KR5 (9 Wo.)KR | — | Tablo feat. Taeyang Verkäufe: + 1.477.349                |
| 2013 | Let’s Talk About Love                         | KR15 (2 Wo.)KR | — | Seungri feat. G-Dragon und Taeyang Verkäufe: + 121.416   |
| 2014 | Future Is Wow –                               | — | — | M-Flo feat. Taeyang                                      |
| 2014 | Rich Shoebox                                  | KR7 (4 Wo.)KR | — | Epik High feat. Taeyang Verkäufe: + 349.008              |
| 2015 | Fear –                                        | KR3 (35 Wo.)KR | — | Seungri feat. G-Dragon und Taeyang Verkäufe: + 1.049.930 |
| 2017 | Love 4X2=8                                    | KR12 (5 Wo.)KR | — | Psy feat. Taeyang Verkäufe: + 182.345                    |
| 2017 | Warigari Walkin’ Vol. 2                       | — | — | Peejay feat. Kush und Taeyang                            |
| 2024 | Home Sweet Home Übermensch                    | KR1 (… Wo.)KR | — | G-Dragon feat. Taeyang und Daesung                       |

grau schraffiert: keine Chartdaten aus diesem Jahr verfügbar

## Videoalben und Musikvideos

### Videoalben
| Jahr | Titel                                          | Höchstplatzierung, Gesamtwochen, AuszeichnungChartplatzierungen (Jahr, Titel, Platzierungen, Wochen, Auszeichnungen, Anmerkungen) | Höchstplatzierung, Gesamtwochen, AuszeichnungChartplatzierungen (Jahr, Titel, Platzierungen, Wochen, Auszeichnungen, Anmerkungen) | Anmerkungen                           |
| Jahr | Titel                                          | JP DVD | JP Blu-ray | Anmerkungen                           |
| ---- | ---------------------------------------------- | --- | --- | ------------------------------------- |
| 2011 | SOL 1st 2nd Live Concert Hot & Solar           | JP DVD29 (1 Wo.)JP DVD | — | Erstveröffentlichung: 26. Januar 2011 |
| 2011 | Real Sound by Taeyang                          | JP DVD39 (2 Wo.)JP DVD | — | Erstveröffentlichung: 1. August 2011  |
| 2015 | SOL Japan Tour „Rise“ 2014                     | JP DVD2 (6 Wo.)JP DVD | JP Blu-ray11 (4 Wo.)JP Blu-ray | Erstveröffentlichung: 28. Januar 2015 |
| 2018 | Taeyang 2017 World Tour <White Night> in Japan | JP DVD3 (4 Wo.)JP DVD | JP Blu-ray10 (3 Wo.)JP Blu-ray | Erstveröffentlichung: 31. Januar 2018 |

### Musikvideos
| Jahr | Titel                                      | Regie                        |
| ---- | ------------------------------------------ | ---------------------------- |
| 2008 | Only Look at Me (나만 바라봐)              | Cha Eun-taek                 |
| 2008 | Prayer (기도) (feat. Teddy)                | Seo Hyun-seung               |
| 2009 | Where U At                                 | Seo Hyun-seung               |
| 2009 | Wedding Dress                              | Unbekannt                    |
| 2010 | You’re My / I Need a Girl (feat. G-Dragon) | Unbekannt                    |
| 2010 | I’ll Be There                              | Unbekannt                    |
| 2013 | Ringa Linga (링가링가)                     | Seo Hyun-seung               |
| 2014 | Eyes, Nose, Lips (눈, 코, 입)              | Han Sa-min                   |
| 2014 | 1AM (새벽한시)                             | Han Sa-min                   |
| 2017 | White Night (Intro)                        | Woogie Kim                   |
| 2017 | Darling                                    | Woogie Kim                   |
| 2017 | Wake Me Up                                 | DPR Ian                      |
| 2023 | Vibe (feat. Jimin)                         | Roh Sang-yoon (Haus of Team) |
| 2023 | Shoong! (feat. Lisa) (Performance Video)   | Gigant                       |

## Statistik

### Chartauswertung
|                     | KR    | JP    | US    |
| ------------------- | ----- | ----- | ----- |
| Nummer-eins-Alben   | KR4KR | JP—JP | US—US |
| Top-10-Alben        | KR6KR | JP2JP | US—US |
| Alben in den Charts | KR6KR | JP2JP | US1US |

|                       | KR     | JP    | UK    | US    |
| --------------------- | ------ | ----- | ----- | ----- |
| Nummer-eins-Singles   | KR2KR  | JP—JP | UK—UK | US—US |
| Top-10-Singles        | KR11KR | JP—JP | UK—UK | US—US |
| Singles in den Charts | KR37KR | JP1JP | UK1UK | US1US |

|                          | JP    |
| ------------------------ | ----- |
| Nummer-eins-Videoalben   | JP—JP |
| Top-10-Videoalben        | JP3JP |
| Videoalben in den Charts | JP6JP |

### Auszeichnungen für Musikverkäufe
| Goldene Schallplatte - Brasilien - 2024: für die Single Shoong! (슝!) | 2× Platin-Schallplatte - Brasilien - 2025: für die Single Vibe |

| Land/RegionAuszeichnungen für Musikverkäufe (Land/Region, Auszeichnungen, Verkäufe, Quellen) | Gold  | Platin     | Verkäufe | Quellen             |
| -------------------------------------------------------------------------------------------- | ----- | ---------- | -------- | ------------------- |
| Brasilien (PMB)                                                                              | Gold1 | 2× Platin2 | 100.000  | pro-musicabr.org.br |
| Insgesamt                                                                                    | Gold1 | 2× Platin2 |          |                     |